# Лауро, Акилле
Акилле Лауро (итал. Achille Lauro; 16 июня 1887, Пьяно-ди-Сорренто, провинция Неаполь, Кампания — 15 ноября 1982, Неаполь) — итальянский судовладелец, спортивный функционер и политик.

## Биография

### Ранние годы и предпринимательская деятельность
Родился в Пьяно-ди-Сорренто, сын мелкого судовладельца Джоакино Лауро (Gioacchino Lauro) и Лауры Кафьеро (Laura Cafiero). Когда Акилле исполнилось тринадцать лет, отец забрал его из школы, и он год плавал юнгой на паруснике, после чего продолжил обучение, но уже в морской школе имени Нино Биксио. В двадцатилетнем возрасте после смерти отца унаследовал его судоходную компанию, но из-за её тяжёлого финансового положения продал два их трёх судов. Впоследствии сумел выправить дела, но в ходе Первой мировой войны потерял и последнее из отцовского наследства. Некоторое время использовал зафрахтованные суда, а в 1922 году приобрёл на аукционе американский пароход «Lloyd», затонувший в порту Неаполя, переименовал его в «Iris», и именно он стал первым судном в компании Flotta Lauro. К 1936 году Акилле Лауро владел уже 23 судами, а в 1939 — 55, общим водоизмещением 336 700 тонн. В 1933 году вступил в Национальную фашистскую партию, состоял в Палате фашей и корпораций. 19 февраля 1942 года его принял лично Муссолини, и результатом этой встречи стало общенациональное соглашение между работодателями и рабочими, а также приобретение Лауро 50 % акций нескольких газет, оказавшихся под его управлением. 9 ноября 1943 года был арестован оккупационными властями союзных англо-американских войск и провёл 22 месяца в заключении и лагере для перемещённых лиц. В сентябре 1945 года был оправдан судом Неаполя, но его флот сократился к этому времени с 57 единиц в 1940 году до 5. Тем не менее, к началу 50-х годов компании Лауро принадлежали уже 40 судов общим водоизмещением 650 000 тонн, что делало её крупнейшей в Европе того времени.

### «Наполи»
Распоряжением секретаря городской организации Фашистской партии Неаполя от 26 апреля 1935 года Лауро был назначен вице-президентом футбольного клуба «Наполи», 15 марта 1936 года стал его президентом и сохранял эту должность за собой до 15 июня 1940 года. 8 августа 1951 года стал почётным президентом, 29 апреля 1952 вновь стал полномочным президентом, но по окончании чемпионата 1953—1954 года вернулся к почётному статусу. В 1953 и 1958 годах клуб занимал четвёртое место в дивизионе «А» итальянского чемпионата, а в 1962 году — в Кубке Италии (тот сезон стал единственным для «Наполи» в период президентства Лауро, который клуб провёл в дивизионе «B»). Крупнейшим приобретением этого периода стал контракт с Хассе Йеппсоном.

### Политическая деятельность

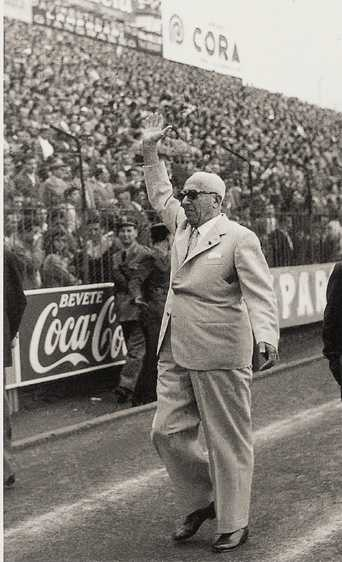

Решив заняться политикой, Лауро попытался договориться с Христианско-демократической партией, но этому помешали его прошлые связи с фашистским режимом, и он примкнул к движению Гульельмо Джаннини «Фронт рядового человека». В октябре 1947 года, когда Фронт собирался поддержать левых, выступавших в парламенте за вотум недоверия правительству Де Гаспери, Лауро под влиянием лидера ХДП Аттилио Пиччони сумел предотвратить это голосование и спасти правительство. Зарекомендовав себя сильным политиком, он перешёл в Национальную монархическую партию, стал председателем (вторая по важности должность после секретаря) и обеспечил финансирование. В парламентских выборах 18 апреля 1948 года Лауро предпочёл не выдвигать своей кандидатуры, но 9 июля 1952 года был избран мэром Неаполя. По итогам парламентских выборов 7 июня 1953 года монархисты увеличили своё представительство в Палате депутатов с 14 до 40 человек, но Лауро, решивший блокироваться с неофашистами из Итальянского социального движения и левыми против поддержки очередного правительства Де Гаспери, вступил в конфликт с секретарём партии Альфредо Ковелли. Это привело к расколу, и 2 июня 1954 года Лауро со своими сторонниками основал Народную монархическую партию.
На тех же выборах 1953 года Лауро прошёл в Сенат второго созыва, но отказался от должности в пользу сохранения за собой места мэра Неаполя.
В 1956 году был переизбран мэром (оставил должность 19 декабря 1957 года). В апреле 1959 года добился объединения Национальной и Народной монархических партий, в силу чего возникла Итальянская демократическая партия монархического единства. В декабре 1960 года вновь был избран мэром Неаполя и занимал должность мэра с 4 февраля по ноябрь 1961 года, когда из-за конфликта с Христианско-демократической партией его сменил назначенный чрезвычайный комиссар Фердинандо Д’Аюто (Ferdinando D’Aiuto).
В 1958 году избран по спискам Народной монархической партии в Палату депутатов третьего созыва, до 1959 года возглавлял партийную фракцию, впоследствии входил во фракцию Итальянской демократической партии (11 апреля 1961 года принята его досрочная отставка). В 1963 году переизбран и сохранял мандат до 1968 года. В 1968 году избран в Сенат пятого созыва, где входил во фракцию Итальянского социального движения и сохранял мандат весь срок полномочий до 24 мая 1972 года. В 1972 году избран в Палату депутатов шестого созыва и вошёл во фракцию ИСД. В 1976 году переизбран в Палату седьмого созыва, 5 июля 1976 года вошёл во фракцию ИСД, с 21 декабря того же года состоял во фракции объединения Национальная демократия-Учредительное собрание правых. В 1979 году предпринял последнюю попытку избрания по спискам НД-УСП в Палату и Сенат, которая оказалась неудачной.

### Последние годы жизни
В начале 1970-х годов флот Лауро оказался в тяжёлом финансовом положении, в том числе из-за нефтяного кризиса, и в 1982 году распродан с торгов, а 15 ноября того же года скончался и сам судовладелец.

## Труды
- La mia vita. La mia battaglia, Napoli 1958
- Scritti e discorsi, Roma 1958